# Daimstrut

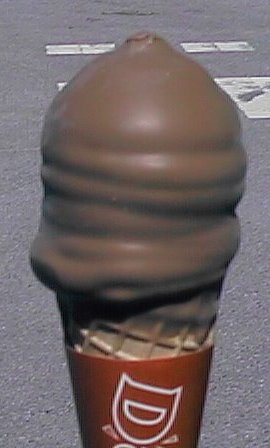

Daimstrut (tidigare Dajmstrut) är glasstrut med bitar av daimgodis, vaniljglass och chokladöverdrag som säljs av GB Glace.
Daimstruten uppfanns av en arbetare på Marabous fabrik där det tillverkades Daim. Han kom på att man kunde sälja allt daimkross från tillverkningen till GB som blandade detta i vaniljglass som spritsades ner i strutar.
Glassen introducerades i GB:s sortiment 1987 och blev det årets mest sålda GB-glass. Sedan dess har Daimstruten varit en av företagets mest sålda produkter. Den har sedermera kommit att säljas i Danmark och Finland.
Sedan dess har flera varianter tillkommit, och tagits bort, i sortimentet: 2011 introducerades Daimstrut Pear Dream där vaniljglassen bytts ut mot päronglass, och 2013 lanserades Daimstrut Starawberry Dream med jordgubbslass istället för vaniljglass. År 2015 introducerades Daim Chocolate där vaniljglassen bytts ut mot chokladglass, och 2017 kom en lakritsvariant; Daim Liquorice, lakritsglass och daimbitar med glassen överdragen av choklad. Daim Mint var ytterligare en variant med mintglass istället för vaniljglass.